# Antiautoritarisme
L'antiautoritarisme és l'oposició a l'autoritarisme, és a dir, a allò que es defineix com "concentració del poder en un líder o en una elit que no es fa responsable constitucionalment del poble" o la doctrina que defensa l'absolutisme en el govern, com en les autocràcies, en el despotisme, les dictadures i el totalitarisme. El terme "antiautoritari" s'empra sovint amb el significat ampliat del rebuig de totes les formes de coerció política, social o econòmica.
"Antiautoritari" també es pot fer servir per parlar d'aquells que rebutgen la natura autoritària que veuen com a intrínseca en l'estat nació o en el capitalisme, evidenciada en les seves accions de coerció, les relacions asimètriques i injustes entre patrons/propietaris i treballadors/proletaris que hi tenen lloc, i la seva natura explotadora. També, en aquesta línia, "antiautoritari" pot esdevenir un sinònim d'anarquista, o un altre terme per referir-se a aquells que expressen el seu acord amb els ideals anticapitalistes, antijeràrquics i antiestatistes propis de l'anarquisme, però que rebutgen ésser classificats com a tal.